# Didier de Chousy
Didier de Chousy, né Alfred Didier Marie Mesnard, comte de Chousy, le 16 janvier 1834 à Paris et mort le 21 février 1895 dans la même ville, est un écrivain français, auteur d'un roman d'anticipation.

## Biographie
Fils d'Alfred Louis Mesnard de Chousy, gentilhomme de la Chambre du Roi Charles X, et de Blandine Nompère de Champagny, il est le petit-fils de Marguerite Victoire Le Normand de Flaghac, fille naturelle du roi Louis XV, et de son premier époux, Didier François René Mesnard de Chousy. Il est aussi le petit-fils de Jean-Baptiste Nompère de Champagny, duc de Cadore, le frère de Louise Thérèse Mesnard de Chousy, épouse d'Edmond de Martimprey, général, sénateur, gouverneur des Invalides.
Il épouse à Herbault (Loir et Cher) le 6 décembre 1859 Aline Julia Le Mesle (Paris, 11 mars 1831 - Paris 8e, 1er février 1891), fille de Jean Thomas Le Mesle et d'Élisabeth d'Arcy, sœur de Georges Le Mesle.
Il en a trois enfants, morts avant lui sans descendance.
Receveur général des finances, il est fait chevalier de la Légion d'honneur en 1867.

## Œuvre
En 1883 il publie Ignis, d'abord anonymement, puis sous son nom à partir de la troisième édition. Ce livre, précurseur de la science-fiction et qui lui vaut d'être comparé à Jules Verne, reçoit le prix de Jouy de l'Académie française. Alfred Jarry le cite dans son article « De quelques romans scientifiques », paru dans La Plume en octobre 1903.
Ce roman d'anticipation imagine le percement par la « compagnie du feu central » d'un puits géothermique dans le but de domestiquer les climats par l'importation des banquises du Groenland, et évoque des évolutions de la robotique. Cependant, à l'inverse des auteurs qui le suivront, Didier de Chousy se réclame d'un certain cynisme à une époque qui ne jure que par le progrès.

### Éditions
- Ignis, Paris, Berger-Levrault, 1883, III-400 p. Lire en ligne sur Gallica.
- Ignis par le C(te) Didier de Chousy ... Troisième édition, Paris, Berger-Levrault, 1884, VII-398 p. Lire en ligne sur Gallica.
- Ignis, en feuilleton, illustré par Eugène Damblans, dans la revue La Science illustrée, du n° 419 (8 décembre 1895) au n° 470 (29 novembre 1896)[7].